# Cezary Kunderewicz

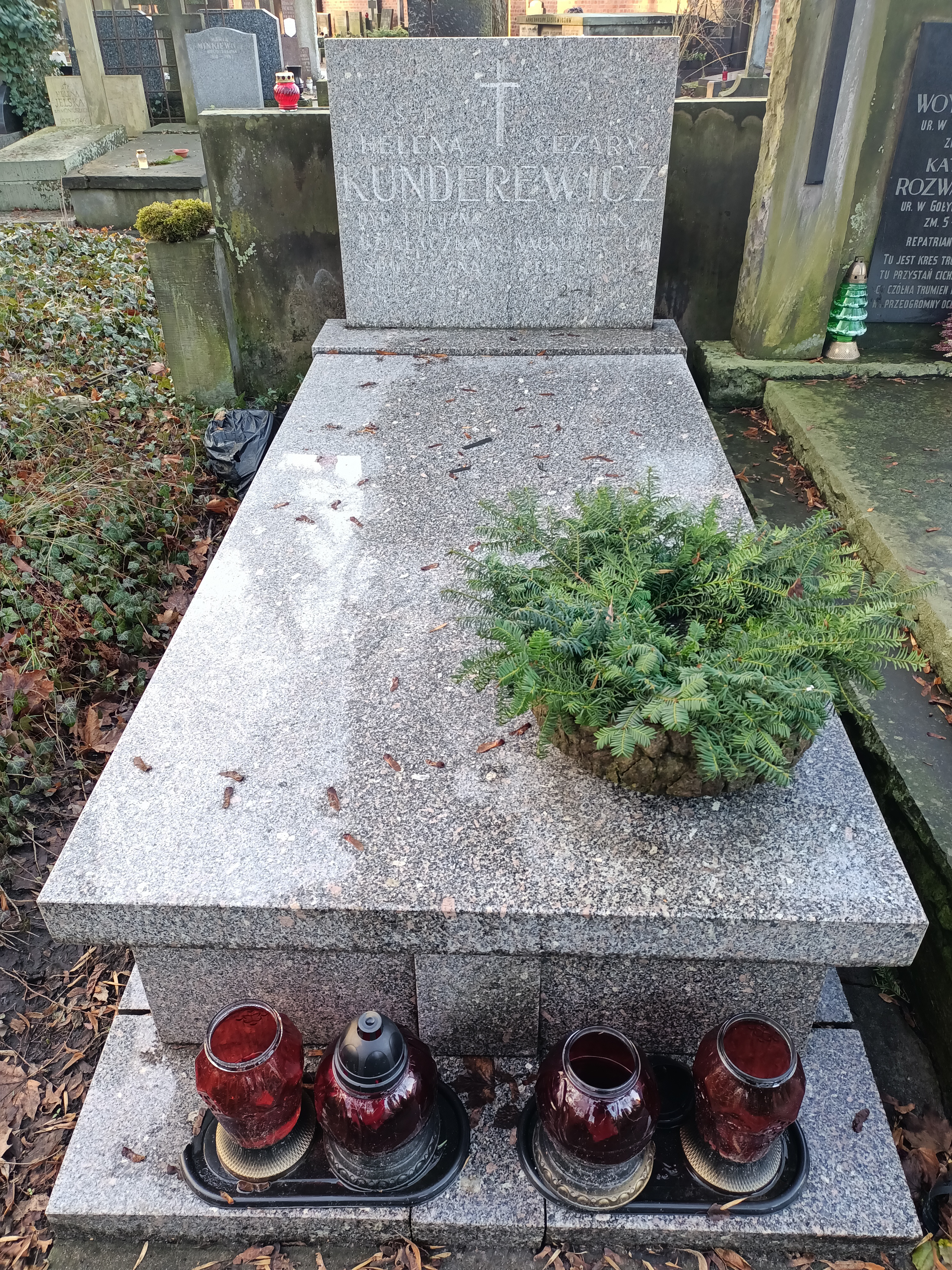
Grób Cezarego Kunderewicza na cmentarzu Powązkowskim

Cezary Kunderewicz (ur. 23 czerwca 1912 w Kijowie, zm. 20 sierpnia 1990 w Warszawie) – historyk prawa i myśli politycznej, romanista, papirolog.

## Życiorys
Urodził się w 1912 w Kijowie. Kilka lat później w związku z wybuchem I wojny światowej został wysłany do rodziny w Warszawie. W roku 1931 ukończył Gimnazjum im. Tadeusza Reytana i rozpoczął studia filozoficzne na Uniwersytecie Warszawskim. Po roku przeniósł się na Wydział Prawa. Studia ukończył w roku 1936. W związku z początkowym brakiem możliwości zatrudnienia na uczelni podjął pracę rachmistrza na budowie. Wkrótce rozpoczął przygotowywanie rozprawy doktorskiej oraz jednocześnie aplikację sądową. Pracę doktorską przygotował na seminarium filozofii prawa Eugeniusza Jarry. Stopień doktora uzyskał w roku 1939.
W okresie II wojny światowej był zatrudniony w administracji Uniwersytetu Warszawskiego. Po usunięciu go z funkcji p.o. sekretarza uczelni w roku 1941 kontynuował prace badawcze. Po zakończeniu powstania warszawskiego znalazł się w obozie w Pruszkowie, skąd miał wraz z rodziną trafić do Auschwitz-Birkenau. Udana ucieczka z transportu sprawiła, że koniec wojny zastał ich w Krakowie.
Po wojnie zaangażował się w odbudowywanie struktur Uniwersytetu Warszawskiego. Zatrudniony został w Katedrze Historii Prawa na Zachodzie Europy. W tym czasie przygotował rozprawę habilitacyjną dotyczącą Jacquesa-Béninge Bossueta. Mimo skierowania pracy do druku, w 1949 praca została zwrócona przez Ministerstwo Szkół  Wyższych i Nauk z adnotacją o odmowie publikacji. W tym samym czasie C. Kunderewicza pozbawiono zatrudnienia na Wydziale Prawa.
Wkrótce naukową opiekę nad C. Kunderewiczem roztoczył Rafał Taubenschlag. W 1954 zatrudnił go w Katedrze Prawa Antycznego UW. W roku 1958 C. Kunderewicz przedstawił nową rozprawę habilitacyjną. Ta uznana jednak została za pracę doktorską. Mimo niesprzyjających okoliczności, w roku 1960 przedstawił nową rozprawę poświęconą działalności urzędników w starożytnym Egipcie, na podstawie której uzyskał stopień docenta.
W roku 1961 przyjął zaproponowane mu stanowisko kierownika Zakładu Prawa Rzymskiego w Uniwersytecie Łódzkim. Zastąpił na nim swego dawnego nauczyciela prawa rzymskiego Borysa Łapickiego. W roku 1966 władze Uniwersytetu Łódzkiego wystąpiły o nadanie C. Kunderewiczowi tytułu profesora nadzwyczajnego. Kolejny raz próba awansu zawodowego prawnika zakończyła się porażką z powodu odmowy ze strony władz państwowych. Tytuł profesora nadzwyczajnego C. Kunderewicz uzyskał dopiero w roku 1971, zaś profesora zwyczajnego w roku 1976. Kierownikiem Katedry Prawa Rzymskiego pozostawał do momentu przejścia na emeryturę w roku 1982.
Pochowany został na cmentarzu Powązkowskim w Warszawie (kwatera T-3-6).

## Wybrane publikacje
Opracowania monograficzne
- Poglądy filozoficzno-prawne Łukasza Opalińskiego, Warszawa 1939
- Dzieła Stanisława Łochowskiego i Marcina Paciorkowskiego o polskim procesie granicznym, Warszawa: Wydawnictwo Prawnicze 1956
- Evolution historique de la responsabilité des fonctionaires dans l'Eqypte ptolémeïque, EOS (Symbolae Raphaeli Taibenschlag dedicatae), vol. 48, fasc. 2, s. 101–115
- Evolution historique de la responsabilité des fonctionaires dans l'Eqypte ptolémeïque, romaine et byzantine, II partie, RIDA 4 (1957), s. 167–217 (polski przekład w: Studia z rzymskiego prawa administracyjnego, Łódź: Wydaw. Uniwersytetu Łódzkiego,  1991, s. 15–64)
- Ochrona zabytków architektury antycznej w Kodeksie Teodozjańskim, Archeologia XVII (1966), s. 80–87
- Najstarsze prawa świata, Łódź: Państwowe Wydawnictwo Naukowe 1972
- Le gouvernement et les étudiants dans le Code Théodosien, RHD 50.4 (1972), s. 575–588 (polski przekład w: Studia z rzymskiego prawa administracyjnego, Łódź: Wydaw. Uniwersytetu Łódzkiego 1991, s. 79–90)
- Prawo budowlane starożytnego Rzymu, cz. 1, CPH 29.2 (1977), s. 91–115
- Prawo budowlane starożytnego Rzymu, cz. 2, CPH 31.1 (1979), s. 53–74
- Ochrona środowiska naturalnego w prawie rzymskim, CPH 33.2 (1981), s. 1–10
- Rzymskie prawo prywatne, Łódź: UŁ 1982 (wyd. 2 – 1995).

Przekłady
- M. J. Siergiejenko, Pompeja, z jęz. ros. tł. Cezary Kunderewicz, Warszawa: Państwowe Wydawnictwo Naukowe 1956
- William Tarn, Cywilizacja hellenistyczna, z ang. przeł. Cezary Kunderewicz, Warszawa: Państwowe Wydawnictwo Naukowe 1957
- Josef Klíma, Prawa Hammurabiego, z czes. przeł. Cezary Kunderewicz, Warszawa: Państwowe Wydawnictwo Naukowe 1957
- Mortimer Wheeler, Rzym poza granicami Cesarstwa, przeł. Cezary Kunderewicz, Warszawa: Państwowe Wydawnictwo Naukowe 1958
- Józef D. Amusin, Rękopisy znad Morza Martwego, przeł. Cezary Kundrewicz, Warszawa: Wiedza Powszechna 1963

Opracowania źródeł
- Frontinus, O akweduktach miasta Rzymu, przeł., oprac. i wstępem opatrzył Cezary Kunderewicz, Warszawa: Instytut Historii Kultury Materialnej PAN 1961
- Frontinus, De aquaeductu urbis Romanae, edidit C. Kundereiwcz, Leipzig: Bibliotheca Teubneriana 1973
- Gaius, Instytucje, z łac. przeł. i wstępem opatrzył Cezary Kunderewicz, oprac. Jan Rezler, Warszawa: PWN 1982
- Instytucje Justyniana, z łac. przeł. i przedmową opatrzył Cezary Kunderewicz, Warszawa: PWN 1986